# Eurhinocricus bisinuatus
Eurhinocricus bisinuatus är en mångfotingart som beskrevs av Loomis 1975. Eurhinocricus bisinuatus ingår i släktet Eurhinocricus och familjen Rhinocricidae. Inga underarter finns listade i Catalogue of Life.